# 长梗木姜子
长梗木姜子（学名：Litsea forrestii）为樟科木姜子属下的一个种。